# Я — Водолаз-2
«Я — Водолаз-2» — советский художественный фильм режиссёра Владимира Хмельницкого, снятый на Одесской киностудии в 1975 году.

## Сюжет
Леонид Криницкий — один из лучших портовых водолазов, специалист по подъёму судов. Вместо запланированного летнего отпуска он едет в своё родное село, чтобы помочь председателю рыболовецкого колхоза в подъёме затонувшей во время Великой Отечественной войны баржи.
Старое судно лежит на малой глубине и мешает ловле рыбы. Для местных рыбаков долгожданный приезд прославленной бригады водолазов становится важным событием.

## В ролях
- Леонид Дьячков — Леонид Криницкий
- Александр Милютин — Чернявский
- Евгений Леонов — Сергей Никитенко
- Лесь Сердюк — Савченко
- Виктор Маляревич — Валентин Чумак
- Николай Бармин — Иван Дергач
- Анатолий Семёнов — Алексей Гутыря
- Любовь Румянцева — Аня Сайко
- Антонина Лефтий — Мария
- Дмитрий Франько — Фёдор Кулик
- Алёша Семёнов — Жека
- Инга Третьякова — Варька
- Инна Фёдорова — мать Криницкого
- Олег Мокшанцев — Назаренко

## Съёмочная группа
- Авторы сценария: Виталий Коротич, Владимир Хмельницкий
- Режиссёр-постановщик — Владимир Хмельницкий
- Оператор-постановщик — Юрий Гармаш
- Композитор — Игорь Космачёв
- Художники-постановщики: Юрий Богатыренко, Юрий Горобец

## Отзывы
Рассказ о том, как маленькая бригада водолазов подняла со дна моря затонувшую ещё во время войны баржу, авторы строят так, чтобы мы обращали главное своё внимание не на сюжет (он не имеет чёткой конструкции, то и дело прерывается ретроспекциями, отступлениями), а именно на людей.
Здесь не любят пространных объяснений. Все главные проблемы решают сообща. Умеют понимать друг друга с полуслова («по дыханию», как сказано в фильме) и прощать товарищу даже его неправоту. Баржа, которую поднимает со дна моря бригада,— не просто очередное задание. Работы ведутся в счёт отпуска. Об этом попросил ребят бригадир. Не совсем обычное решение производственной проблемы, но бригадиру очень важно поднять эту баржу, с которой он мальчишкой когда-то доставал размокшее зерно, чтобы накормить им голодных односельчан, и которая теперь загораживает выход в лиман. Это — дань прошлому, голодному военному детству, памяти погибших моряков. И члены бригады постепенно понимают это. Фильм, как и его герои, очень скромен и, если можно так выразиться, ненавязчив в том смысле, что он не стремится поразить зрителя эффектностью сюжетных ходов, необычностью фактуры. Он верит только в своих героев, в их труд, и этим, в свою очередь, вызывает доверие к себе.— Татьяна Хлоплянкина. «Спутник кинозрителя», июль 1976 года.
В фильме звучит популярная песня «Как хорошо быть генералом» в исполнении Эдуарда Хиля.